# Mormonia ulalume
Mormonia ulalume là một loài bướm đêm trong họ Noctuidae.